# Blauwangen-Mistelfresser
|  | Dieser Artikel wurde aufgrund von formalen oder inhaltlichen Mängeln in der Qualitätssicherung Biologie im Abschnitt „Vögel“ zur Verbesserung eingetragen. Dies geschieht, um die Qualität der Biologie-Artikel auf ein akzeptables Niveau zu bringen. Bitte hilf mit, diesen Artikel zu verbessern! Artikel, die nicht signifikant verbessert werden, können gegebenenfalls gelöscht werden. Lies dazu auch die näheren Informationen in den Mindestanforderungen an Biologie-Artikel. Begründung: sehr dürftig: u. a. fehlen eine Beschreibung des Sexualdimorphismus und die Lebensweise |

Der Blauwangen-Mistelfresser (Dicaeum maugei) oder Macklot-Mistelfresser ist ein südostasiatischer Vertreter der Sperlingsvögel.

## Merkmale

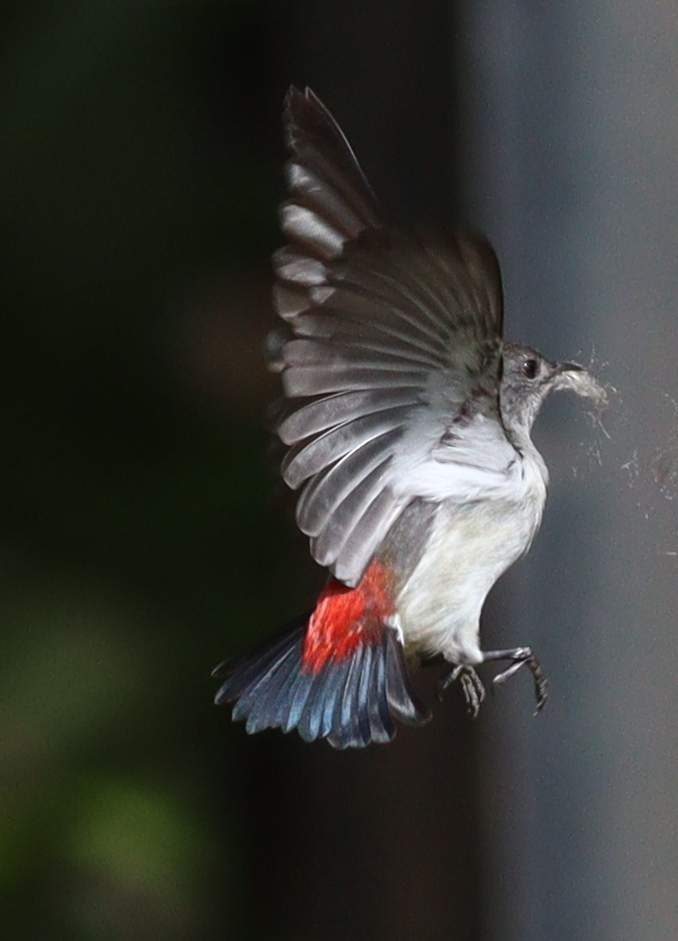
Weiblicher Blauwangen-Mistelfresser im Flug

Kopf und Rücken sind schwarz, ebenso Augen und Schnabel. Auffällig ist die rote Kehle und ein schwarzer Streifen, der senkrecht über die Mitte der weißen Brust verläuft.

## Vorkommen und Lebensraum
Der Blauwangen-Mistelfresser kommt auf den südostasiatischen Inseln Lombok, Nusa Penida, Salajar, Jampea, Timor, Sawu, Atauro, Roti, Leti, Babar, Damar und Romang. Auf Atauro kommt er regelmäßig auf der ganzen Insel vor, besonders in den Plantagen der Dörfer, wo er oft Feigen und Blüten des Tamarindenbaums frisst.

## Unterarten
Es werden augenblicklich vier Unterarten anerkannt:
- Dicaeum maugei splendidum Büttikofer, 1893[4] kommt auf Salayar und Tanahjampea vor.
- Dicaeum maugei maugei Lesson, RP, 1830[5] ist auf Sawu, Roti, Timor, Wetar, Romang und Damar verbreitet.
- Dicaeum maugei salvadorii Meyer, AB, 1884[6] kommt auf Moa und Babar vor.
- Dicaeum maugei neglectum Hartert, EJO, 1897[7] ist auf Nusa Penida und Lombok verbreitet.